# L'Écouvotte
L'Écouvotte è un comune francese di 119 abitanti situato nel dipartimento del Doubs nella regione della Borgogna-Franca Contea.

## Società

### Evoluzione demografica
Abitanti censiti